# بحيرة سد الموصل
هي بحيرة عراقية تقع على سد الموصل، تحيط بيها الاشجار والطبيعة وتمتلك اهمية اقتصادية وسياحية.

## الإحداثيات والبناء

### موقع البناء
بني على سد الموصل هو سد يبعد حوالي 50 كم شمال مدينة الموصل في محافظة نينوى شمال العراق على مجرى نهر دجلة. افتتح عام 1986، يبلغ طوله 3.2 كيلومترا وارتفاعه 131 مترا، يعتبر السد أكبر سد في العراق ورابع أكبر سد في الشرق الأوسط

### الإحداثيات
بلغ منسوب بحيرة السد 315 متر وكميات الواردات المائية 97م3/ثا والمطلق باتجاه نهر دجلة لتغذية المشاريع الاروائية واسالات المياه بحدود 250م3/ثا وكمية الخزين المائي المتحققة فعليا 6،250 م3 إذا يبلغ طول السد 3600م وبعرض عند القمة 10م وفي اسفل القاعدة 70م وبارتفاع 113م و380 كم2 مساحة البحيرة
تعتبر أحد مصادر تأمين مياه الري لأكثر من ربع مليون هكتار من الأراضي الزراعية، كما أنها توفر 50 ميغا واط من الطاقة الكهربائية .